# Chonmage

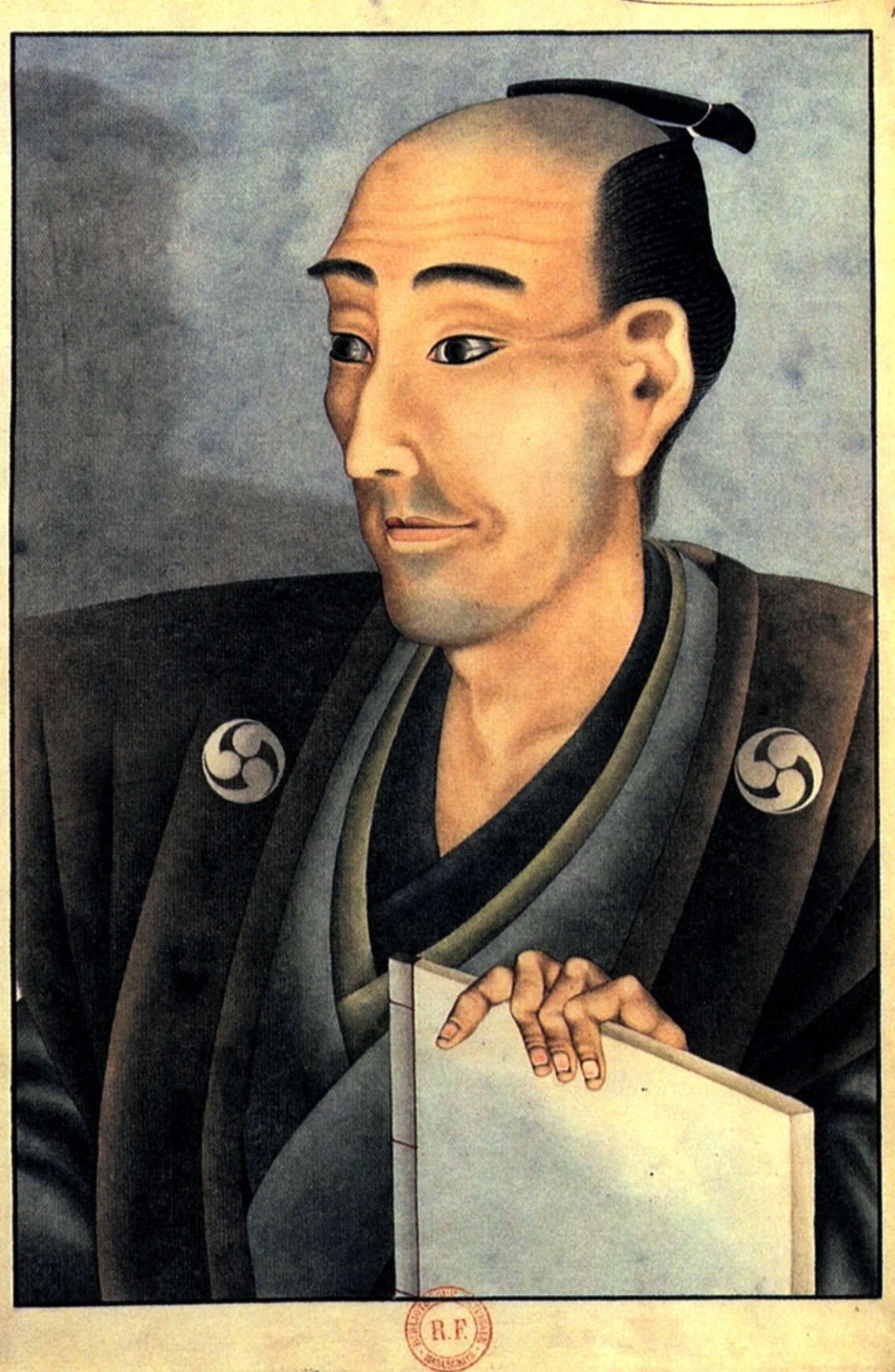
Pintura de um homem com corte de cabelo chonmage do Período Edo

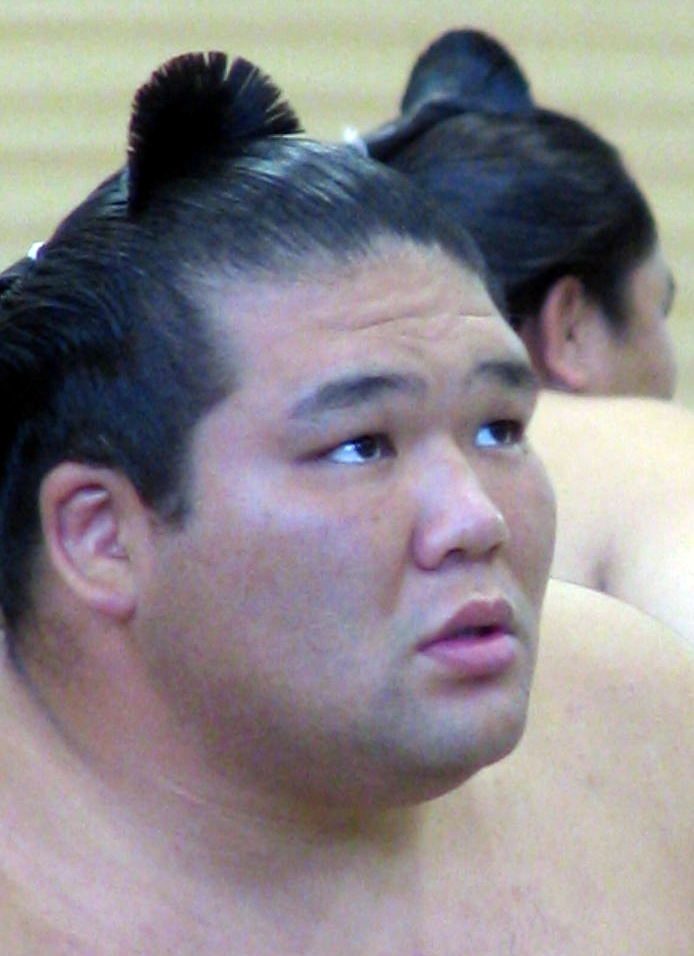
Lutador de sumô moderno com o chonmage de estilo "Oicho"

O chonmage (丁髷, ちょんまげ) é uma forma de penteado tradicional japonês usado por homens. Ele é normalmente associado com o período Edo e os samurais, e mais recentemente, com os lutadores de sumô. Ele era originalmente um método de usar o cabelo para segurar o capacete samurai parado em cima da cabeça durante as batalhas, e tornou-se um símbolo do status na sociedade japonesa.
Um chonmage tradicional da era Edo caracterizou-se pela cabeça rapada. O resto do cabelo, que era longo, era lubrificado e amarrado em um pequeno rabo de cavalo que era cruzado no topo da cabeça em um topete.
Nos tempos modernos, os únicos que ainda usam o chonmage são os lutadores de sumô. Este estilo de chonmage é levemente diferente, visto que a cabeça não é inteiramente rapada, apesar de o cabelo poder ser suavizado na região para permitir que o coque se assente mais ordenadamente.
Os lutadores de sumô com o nível de sekitori eram permitidos, em certas ocasiões, usar seu cabelo em uma forma mais elaborada de coque chamado oicho ou estilho folha de ginkgo, no qual os finais do coque são espalhados para formar um semicírculo. Dada a singularidade do estilo no Japão moderno, a Associação do Sumô emprega cabeleireiros especialistas chamados de tokoyama para cortar e preparar o cabelo dos lutadores de sumô.
O chonmage tem tamanha importância simbólica no sumô que cortá-lo é uma peça central da cerimônia de aposentadoria de um lutador. Dignatários e outras pessoas importantes na vida do lutador são convidados a pegar uma tesoura, sendo que o último corte é dado pelo seu treinador.